# Hedwig and the Angry Inch
Hedwig and the Angry Inch was oorspronkelijk een in 1998 in New York Off-Broadway opgevoerde musical en werd in het jaar 2001 verfilmd.
John Cameron Mitchell schreef de tekst van de musical en was later ook de regisseur en hoofdrolspeler in de film. De muziek is van Stephen Trask.

## Verhaal
Hedwig and the Angry Inch vertelt het levensverhaal van Hedwig, die als Rock-'n-roll drag queen van goedkope eettent tot goedkope eettent door Amerika reist. Oorspronkelijk werd ze als Hansel in Oost-Berlijn geboren. Om met een Amerikaanse soldaat te mogen trouwen onderging ze een genderbevestigende operatie, maar ze wordt door de soldaat verlaten op de dag dat de Berlijnse Muur valt. Ze lijkt weer wat op te krabbelen door de vriendschap met Tommy Speck, die ze omvormt tot de rockster Tommy Gnosis. Een relatie lijkt op te bloeien, maar Tommy laat haar in de steek als hij merkt dat ze geen vrouw is maar half man, half vrouw, met een geslachtsorgaan dat niet meer is dan een angry inch.

## Rolverdeling
- John Cameron Mitchell - Hansel Schmidt/Hedwig Robinson
- Miriam Shor - Yitzhak
- Stephen Trask - Skszp
- Theodore Liscinski - Jacek
- Rob Campbell - Krzysztof
- Michael Aronov - Schlatko
- Andrea Martin - Phyllis Stein
- Michael Pitt - Tommy Speck/Tommy Gnosis
- Alberta Watson - Hedwig Schmidt, Hansel's mother
- Gene Pyrz - Hansel's father
- Sook-Yin Lee - Kwahng-Yi
- Maurice Dean Wint - Sgt. Luther Robinson
- Rosie O'Donnell - Zichzelf
- Dar Williams - Singer on main stage
- Karen Hines - Tommy's publicist